# Чикечка вас
Чикечка вас (словен. Čikečka vas, мађ. Csekefa) је насељено место у општини Моравске Топлице, Помурска регија, Словенија.

## Историја
До територијалне реорганизације у Словенији било је у саставу старе општине Мурска Собота.

## Становништво
У попису становништва из 2011. године, Чикечка вас је имало 84 становника.
| Број становника према пописима | Број становника према пописима | Број становника према пописима |
| ------------------------------ | ------------------------------ | ------------------------------ |
| 1991                           | 2002                           | 2011                           |
| 112                            | 95                             | 84                             |